# Luftangriff auf Lübeck am 29. März 1942

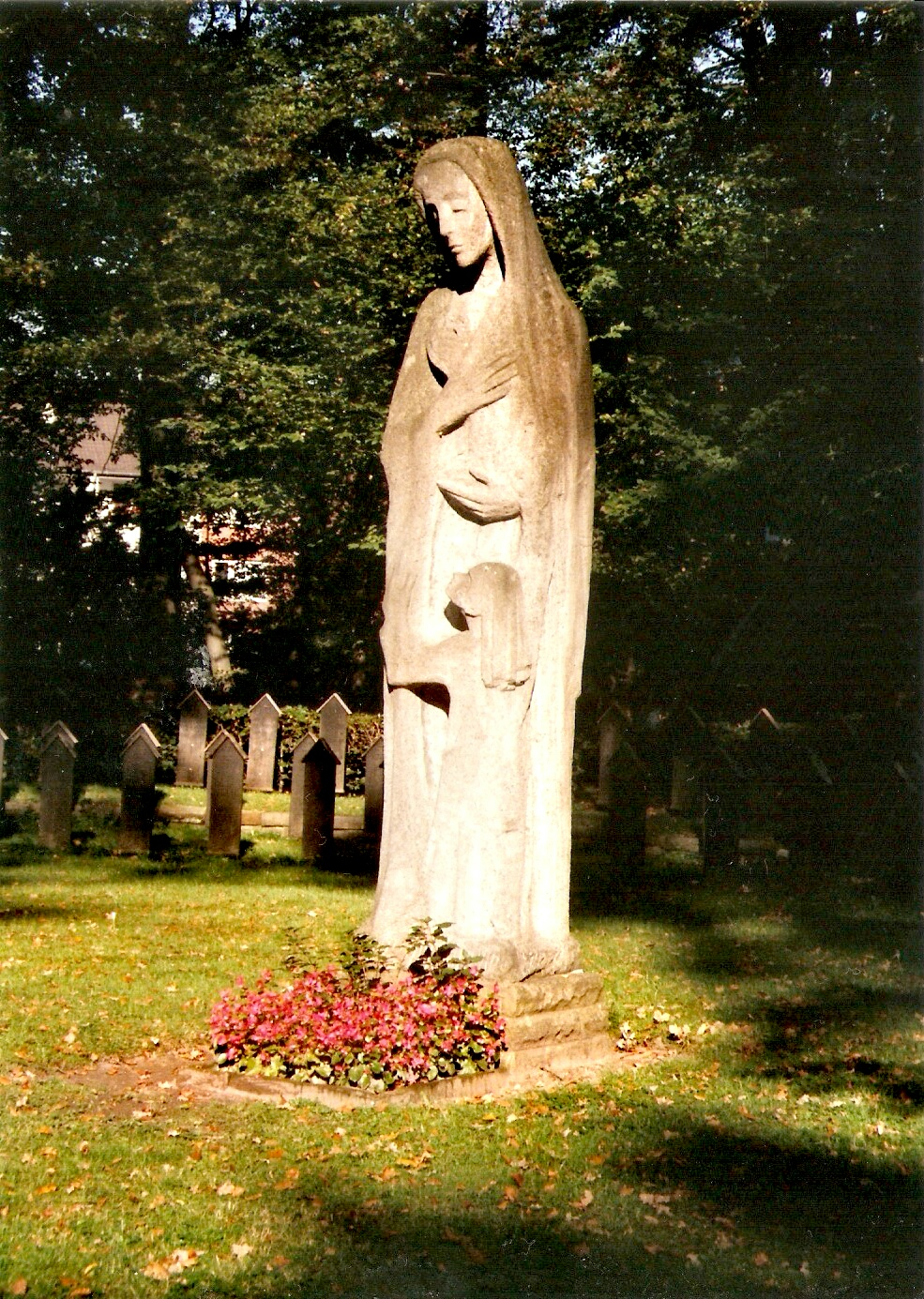
Joseph Krautwald: Die Mutter

Der Luftangriff auf Lübeck der Royal Air Force in der Nacht zum Palmsonntag 1942 war der erste Angriff in Form eines Flächenbombardements eines deutschen Großstadtkerns durch das RAF Bomber Command im Zweiten Weltkrieg. Der Angriff markierte den Beginn der am 14. Februar 1942 beschlossenen Area Bombing Directive, nachdem anhand des Butt Report im August 1941 klar geworden war, dass zuvor taktische Ziele schlecht getroffen worden waren. Die Erinnerung Lübecks ist nicht an den Kalendertag 28./29. März, sondern an Palmarum mit den an diesem Tage stattfindenden Konfirmationen geknüpft.

## Angriff

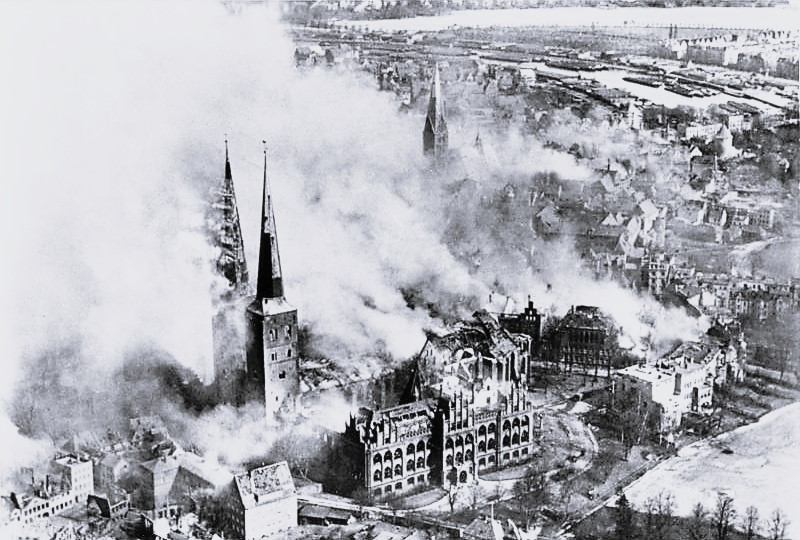
Lübecker Dom mit Museum am Dom nach dem Angriff

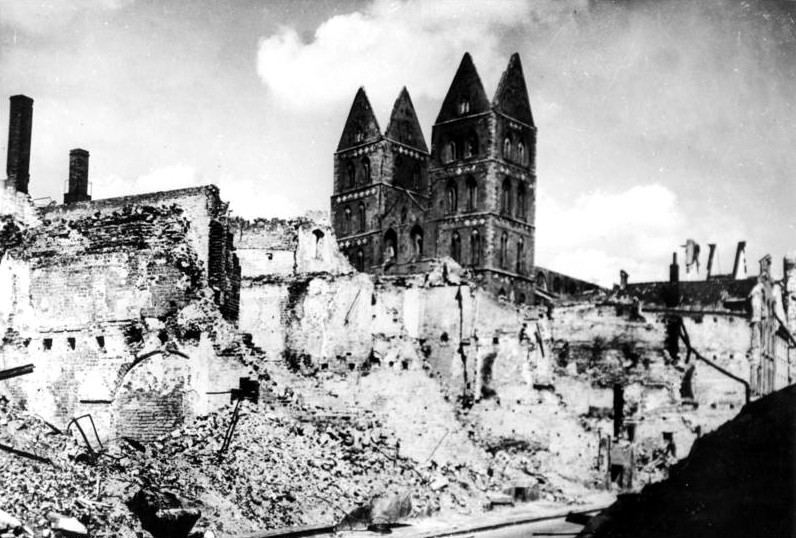
Ruinen des Kaufmannsviertels westlich der Lübecker Marienkirche

Für die britischen Bomber herrschten beim Anflug auf die Stadt in der Nacht ausgezeichnete Sichtflugbedingungen. Es schien ein voller Mond bei frostklarer Nacht, so dass die Wasseroberflächen der Trave, des Elbe-Lübeck-Kanals und der Wakenitz rund um die Altstadt das helle Mondlicht reflektierten. Die Flugzeuge kamen aus Richtung Neustadt. Von 23:18 Uhr, dem Beginn des Fliegeralarms, bis zum Ende des Angriffs gegen 2:58 Uhr warfen 234 Vickers Wellington und Stirling Bomber etwa 400 Tonnen Bomben ab. Zwei Drittel davon waren etwa 25.000 Brandbomben. Das RAF Bomber Command verlor bei diesem Einsatz zwölf Maschinen, 191 der zurückgekehrten Maschinen meldeten einen Angriffserfolg. Einige der eingesetzten Maschinen verfügten bereits über das neue Navigationssystem GEE, das zu diesem Zeitpunkt von der deutschen Seite noch nicht gestört werden konnte. Obwohl GEE nicht bis nach Lübeck reichte, erhöhte sich durch das System die Sicherheit für einen großen Teil der An- und Abflugstrecken der eingesetzten Bomberverbände.
Der Angriff lief in drei Wellen ab. Infolge der geringen Gegenwehr durch lediglich fünf schwere und vier leichte Flak-Batterien konnten die britischen Bomberbesatzungen aus einer sehr niedrigen Flughöhe von nur 2000 Fuß (etwa 600 m) die Ziele präzise belegen und so sehr große Schäden verursachen.

## Folgen

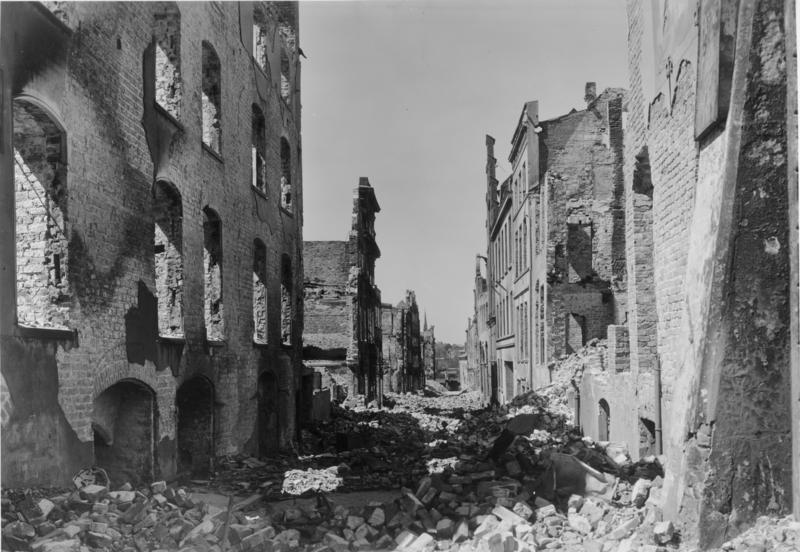
Zerstörte Alfstraße in Lübeck

Die Folgen des Angriffs waren verheerend. Rund ein Fünftel der Gebäude der mittelalterlichen Altstadt wurden komplett zerstört. Die durch die Brandbomben verursachten Einzelfeuer entwickelten sich auf engem Raum rasch zu Großbränden und verursachten durch die sich entwickelnde Hitze einen Feuersturm, der von den größeren auf die kleineren Straßen übergriff. Der fortgesetzte Abwurf von Brandbomben ließ auch bereits gelöschte Brände wieder aufflammen, während Sprengbomben Fassaden zum Einsturz brachten und dadurch die Zugänge zu den getroffenen Vierteln und die Brandbekämpfung erschwerten. Ein Volltreffer in die Hauptwasserleitung führte zum Ausfall sämtlicher Hydranten, während aus der Trave und dem Elbe-Lübeck-Kanal, die beide teilweise zugefroren waren, kaum Löschwasser entnommen werden konnte. Auch die Schlauchleitungen waren teilweise eingefroren oder wurden durch Trümmer beschädigt. Nicht entrümpelte Dachböden und das Fehlen von Selbstschutzkräften in nicht bewohnten Geschäftshäusern begünstigten, dass der vermehrte Funkenflug weitere Dächer in Brand setzte und sich das Feuer unaufhaltsam ausbreitete. Nachdem eine Luftmine die Löscharbeiten der Feuerwehr Lübeck am Museum am Dom unterbrochen hatte, griffen die Flammen von hier auch auf den Lübecker Dom über. Das absehbare Ausmaß der Zerstörung rief völliges Chaos in der Stadt hervor.

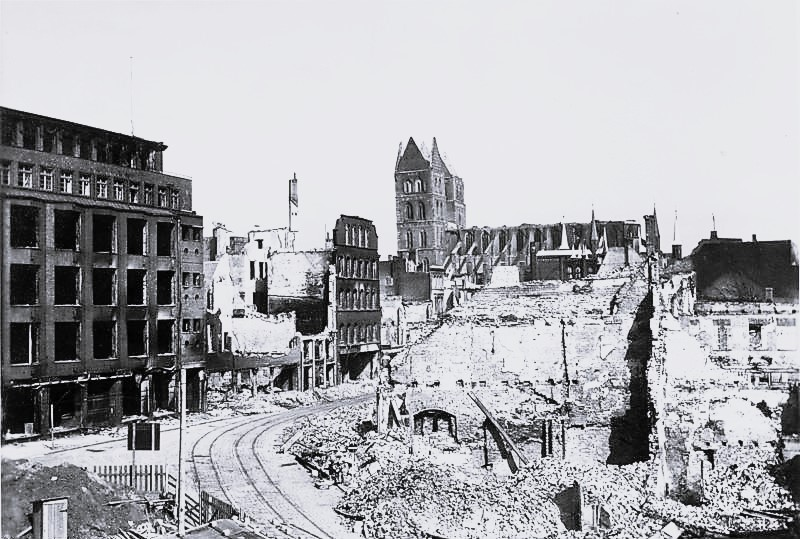
Zerstörte Sandstraße mit Marienkirche

Auf der Altstadtinsel wurde vor allem ein etwa 300 Meter breiter Streifen am westlichen Rand vom Lübecker Dom bis zur Fischergrube großflächig zerstört, darunter das architektonisch besonders reiche Kaufmannsviertel zwischen St. Marien und der Trave. Ein weiteres kleineres Gebiet nördlich der Aegidienkirche am Balauerfohr war ebenso hart betroffen wie weite Teile der Vorstadt Lübeck-St. Lorenz westlich des Holstentors und des Lübecker Hauptbahnhofs. Der nordöstliche Teil der Altstadt sowie die beiden anderen großen Kirchen, St. Jakobi und St. Aegidien, blieben weitgehend unbeschädigt.
Nach den Angaben der Polizei verloren 320 Personen ihr Leben, drei blieben vermisst, 783 wurden verletzt. Mehr als 15.000 Lübecker wurden obdachlos, da 1468 Gebäude völlig zerstört, 2180 schwer und 9103 leicht beschädigt wurden. Während die Straßenbahnlinien nach Kücknitz, Herrenwyk und Schlutup nach wenigen Tagen wieder befahrbar waren, wurden die Strecken in der Altstadt im Laufe des Mai wieder befahren.

## Hintergrund
Mitte November 1940 hatten die Briten bei der Operation „Mondscheinsonate“, dem Angriff der Luftwaffe auf die in der Innenstadt von Coventry gelegenen Flugmotorenwerke von Armstrong Siddeley, einen Eindruck von der moralischen Wirkung eines großflächigen Angriffs auf eine gewachsene Stadt erhalten. Vor diesem Hintergrund wurde die in der Vorkriegszeit formulierte Trenchard-Doktrin zu Beginn des Jahres 1942 zur Area Bombing Directive fortentwickelt. Die beiden deutschen Großstädte, die der Royal Air Force zu diesem Zeitpunkt am besten erreichbar zu sein schienen, waren Kiel und Lübeck; nach längeren Beratungen fiel die Entscheidung, Lübeck anzugreifen. Der Philosoph A. C. Grayling meint, dass Lübeck auf Grund der in Coventry gemachten Erfahrungen von den Stäben der RAF ausgesucht worden sei, um die Wirkung eines morale bombing mit einem hohen Anteil von Brandbomben in einer dicht besiedelten größeren Altstadt mit engen Gassen zu erproben.
Für die Umsetzung dieser am 14. Februar beschlossenen Direktive war Arthur Harris verantwortlich, der eine Woche später zum Kommandeur des Bomber Command ernannt wurde. Er schrieb hierzu 1947, Lübeck habe in Flammen aufgehen müssen, weil es eine Stadt von überschaubarer Größe gewesen sei, mit einem Hafen von gewisser Bedeutung und einer U-Boot-Werft (den Flender-Werken) in Stadtnähe. Es sei kein wichtiges Ziel gewesen, aber es sei ihm zweckmäßiger erschienen, zunächst eine Industriestadt von mittlerer Bedeutung zu zerstören, als bei der Zerstörung einer großen Industriestadt womöglich zu versagen.
Danach dürften entgegen landläufigen Vermutungen pragmatische Überlegungen und nicht die Frage der Vergeltung der Grund dafür gewesen sein, dass sich der erste Angriff des morale bombing gegen Lübeck richtete. Sie war eine relativ gut erreichbare Stadt der entsprechenden Kategorie, und die Wetterbedingungen unmittelbar vor Einsatzbeginn waren für den geplanten Angriff optimal.
Die nationalsozialistische Propaganda war offensichtlich von der Wirkung des Angriffs auf Lübeck in der deutschen Bevölkerung so beeindruckt, dass als Vergeltung unverzüglich die groß inszenierten, aber weitgehend wirkungslosen Baedeker-Angriffe auf englische Mittelstädte eingeleitet wurden, beginnend mit Exeter am 23. April 1942.

## Lübecker Märtyrer

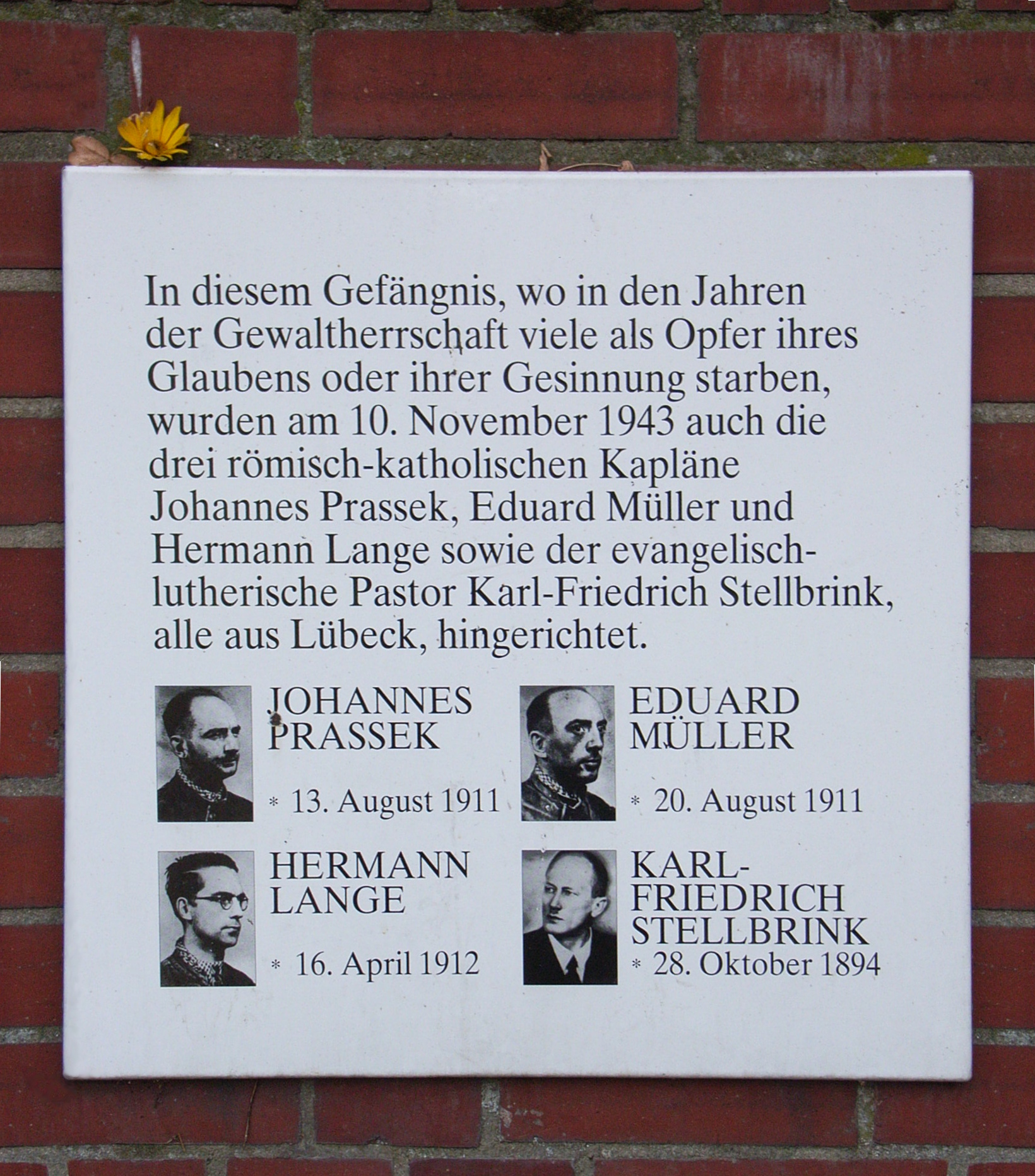
Gedenktafel in den Wallanlagen beim Untersuchungsgefängnis Hamburg

Nach dem Luftangriff auf Lübeck wurden die Lübecker Märtyrer, drei katholische und ein evangelischer Geistlicher, zu Opfern des nationalsozialistischen Regimes. Der lutherische Pastor Karl Friedrich Stellbrink sagte in seiner Predigt unmittelbar nach dem Angriff am Palmsonntag: Jetzt spricht Gott mit mächtiger Stimme und Ihr werdet wieder beten lernen. Das wurde in einem Gestapo-Bericht so dargestellt, dass Stellbrink den Angriff als Gottesgericht gedeutet habe, wodurch die Bevölkerung … auf das äußerste erregt worden sei. Alle vier Geistlichen wurden kurze Zeit darauf verhaftet, in der Verhandlung vom 22.–24. Juni 1943 vom Volksgerichtshof auf einer auswärtigen Sitzung in Lübeck zum Tode verurteilt und am 10. November 1943 in der Untersuchungshaftanstalt Hamburg am Holstenglacis enthauptet.

## Rotkreuz-Hafen

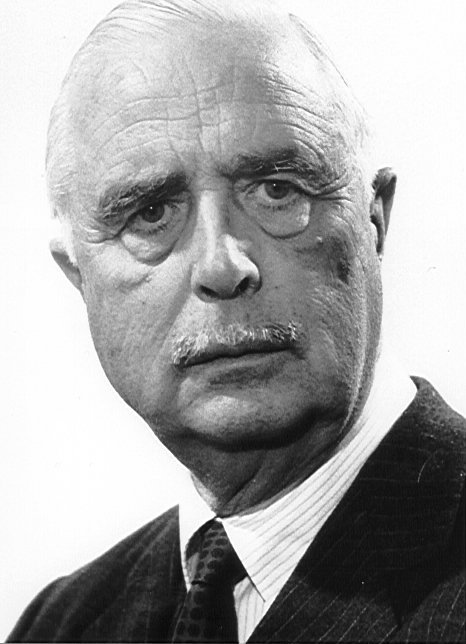
Carl J. Burckhardt

1944 erreichte Eric M. Warburg als Verbindungsoffizier zwischen den Generalstäben von US Army Air Forces und RAF in Zusammenarbeit mit dem Präsidenten des Internationalen Komitees vom Roten Kreuz, dem schweizerischen Diplomaten Carl Jacob Burckhardt, dass Lübeck zum Versorgungshafen des Roten Kreuzes für alliierte Kriegsgefangene wurde und damit vor weiteren größeren Luftangriffen geschützt war. Über Lübeck wurden die in deutschen Lagern festgehaltenen Kriegsgefangenen mit Post und Lebensmitteln versorgt. Diese Maßnahmen wurden vom schwedischen Roten Kreuz unter Federführung seines Vizepräsidenten Folke Bernadotte mit Frachtschiffen unter schwedischer Flagge von Göteborg aus durchgeführt. Das schwedische Rote Kreuz transportierte die zu verteilenden Güter mit Lastwagen von Lübeck weiter.

## Wiederaufbau, Erinnerungen und Gedenkstätte

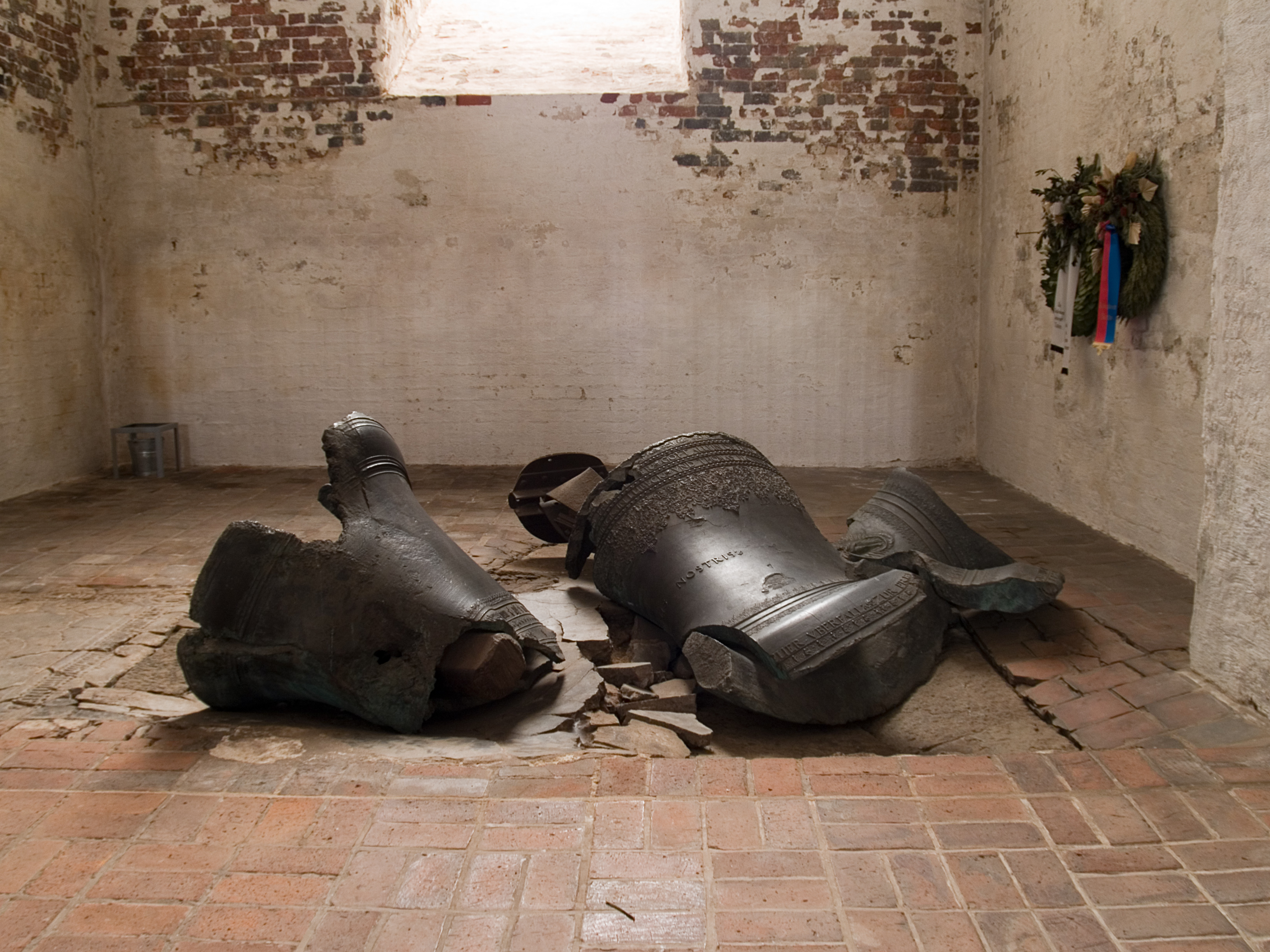
Gedenkstätte mit herabgestürzten Glocken im Südturm der Marienkirche

Unter den Kriegs- und Nachkriegsbedingungen ließen sich die angehäuften Schuttberge nur schwer beseitigen. Von geschätzten 700.000 m³ Schutt waren Ende 1948 noch 100.000 m³ zu räumen. Der Schutt wurde mit Trümmerbahnen abtransportiert und größtenteils auf dem Volksfestplatz an der Travemünder Allee gelagert. Aufgrund des Vorrangs für St. Marien wurden die Wiederaufbauarbeiten am Lübecker Dom erst 1982 und an der St. Petrikirche 1986 abgeschlossen.
Die verbliebenen und wiederaufgebauten Gebäude der Altstadtinsel sind heute als Flächenkulturerbe Bestandteil des Welterbes der UNESCO. Der wichtigste Ort der Erinnerung an den Luftangriff 1942 sind die beim Brand der Kirche heruntergestürzten Glocken im Südturm der Marienkirche, die als Mahnmal für den Frieden erhalten blieben. Die zivilen Opfer des Angriffs wurden auf dem Lübecker Ehrenfriedhof in einem Sammelgrab auf dem neugeschaffenen Feld Opfer Palmarum 1942 beigesetzt. Auf ihm steht die 1960 in Auftrag gegebene und von Joseph Krautwald aus Muschelkalk geschaffene Skulptur Die Mutter.
Wie der Oldenburger Zeithistoriker Malte Thießen in einigen Aufsätzen gezeigt hat, spielte in Lübeck die Erinnerung an den Luftangriff schon in der Zeit des Nationalsozialismus und ebenso in der Nachkriegszeit eine wichtige Rolle. Man erinnerte sich in der Stadt seit den 1950er Jahren an die Bombardierung häufig als eine Art Stunde Null. Damit sollten die Leistungen des Wiederaufbaus in den Vordergrund gestellt werden. Zeitungsartikel in den Lübecker Nachrichten oder Broschüren des Lübecker Senats blickten immer wieder auf die Bombardierung von 1942 zurück, um die Leistungen des Wiederaufbaus zu würdigen. Lübecks Bürgermeister Otto Passarge erinnerte beispielsweise in einer Senats-Broschüre von 1955 an den Luftangriff mit den Worten: „Lübeck hat bewiesen, wozu es fähig ist. Es wird es auch weiterhin beweisen.“ Bundeskanzler Willy Brandt, gebürtiger Lübecker, ging in seiner Ansprache aus Anlass der Verleihung der Ehrenbürgerschaft der Hansestadt Lübeck am 29. Februar 1972 auf den Wiederaufbau der zerstörten Stadt ein: „Meine Hochachtung gilt den Frauen und Männern, die – unter so ungünstigen Umständen – ans Aufräumen und an den Aufbau gegangen sind. Die nicht nur die Not gebannt, sondern der Stadt, ihrem Wirtschaftsleben und damit den alten und neuen Lübeckern wieder Grundlagen der Existenz geschaffen haben. Das bleibt eine imponierende Leistung.“
Seit dem 60. Jahrestag 2002 wurde in Lübeck auch von Rechtsextremen an den Luftkrieg erinnert. Ab 2006 fand regelmäßig jährlich am Samstag des letzten Märzwochenendes ein „Gedenkmarsch“ oder „Trauermarsch“ unter Beteiligung von Neonazis statt, der ebenso regelmäßig von Gegendemonstrationen des Bündnisses „Wir können sie stoppen!“ begleitet war. Im Frühjahr 2012 versuchten der Lübecker Bürgermeister Bernd Saxe und Innensenator Bernd Möller die angemeldete Neonazi-Demonstration unter Berufung auf § 130 StGB zu verbieten. Die von den Veranstaltern angerufenen Gerichte (Verwaltungsgericht Schleswig und Oberverwaltungsgericht Schleswig-Holstein) hoben das Verbot zwar auf, erlaubten die Demonstration aber nur unter strengen Auflagen, so dass am Ende nur etwa 100 rechtsextreme Demonstranten etwa 3000 Gegendemonstranten gegenüberstanden. Im Frühjahr 2013 wurde die Anmeldung der Demonstration zurückgezogen; seitdem finden keine rechtsextremen Gedenkveranstaltungen an den Luftangriff von 1942 mehr statt. Eine Folge dieser Auseinandersetzungen war die Gründung des Vereins „KlopfKlopf! Lübeck ist weltoffen“, der in den darauffolgenden Jahren in zeitlicher Nähe des Angriffstages einen jährlichen Aktionstag mit Stadtspaziergängen und anderen Veranstaltungen organisierte.